# Людвиновка (Вышгородский район)
Людвиновка (укр. Людвинівка) — село в Вышгородском районе Киевской области Украины. До 19 июля 2020 года входило в состав Иванковского района.
Население по переписи 2001 года составляло 70 человек. Почтовый индекс — 07233. Телефонный код — 4591. Занимает площадь 0,7 км². Код КОАТУУ — 3222080602.